# Tycho Brahe
Tycho Brahe (in danese Tyge Brahe), un tempo chiamato in italiano anche Ticone, nato Tyge Ottesen Brahe (AFI: [ˈtyːə ˈʌdəsn̩ ˈbʁɑː]; Knutstorp, 14 dicembre 1546 – Praga, 24 ottobre 1601) è stato un astronomo e astrologo danese del XVI secolo.

## Biografia
Tycho Brahe nacque nel 1546 a Knutstorp, piccolo paese della Scania, allora appartenente al Regno di Danimarca.
Il padre, Otte Brahe, era un nobile cortigiano e comandante militare del regno. Anche la madre, Beate Bille, apparteneva alla nobiltà. Entrambe le famiglie erano ricchissime e fra le più importanti della Danimarca. Tuttavia della sua educazione si prese cura lo zio, il viceammiraglio Jørgen Brahe, che morì in seguito a una polmonite contratta durante il salvataggio del re, caduto in un canale di Copenaghen.
Sin dall'adolescenza Brahe ebbe interesse per l'astrologia, cosa che lo spinse poi agli studi di astronomia, motivato dalla necessità di avere misure precise delle effemeridi. Brahe continuò a occuparsi di predizioni astrologiche lungo tutto l'arco della propria vita.
Dopo aver concluso gli studi universitari di astronomia a Copenaghen, Wittenberg e Basilea, Tycho fece costruire il palazzo-osservatorio di Uraniborg sull'isola di Hven, che gli era stata donata dal re Federico II di Danimarca e Norvegia, saldando così il debito contratto con lo zio, e che divenne uno dei primi "istituti di ricerca" europei. Nel suo imponente osservatorio Brahe portava avanti un avanzatissimo programma di ricerca, praticamente senza limiti di spesa, con un budget paragonabile a quello odierno della NASA; disponeva della più aggiornata attrezzatura e dei più preparati assistenti (tra cui la sorella Sophie) che il danaro potesse allora comprare. Per le sole pubblicazioni dell'osservatorio, Brahe possedeva una pressa da stampa e una cartiera. Fra i suoi collaboratori a Uraniborg vi fu Longomontano, che pubblicò le ultime osservazioni astronomiche di Tycho. Nel giugno 1599 Brahe fu costretto a lasciare l'isola di Hven per ordine del re di Danimarca Cristiano IV. Successivamente si impiegò come matematico imperiale presso la corte di Rodolfo II, conducendo le osservazioni astronomiche presso un belvedere del castello di Benatek, situato alla periferia di Praga. Il suo assistente più famoso fu Keplero, che tuttavia collaborò con Tycho soltanto per poco più di un anno a Praga.
Brahe capì che il progresso nella scienza astronomica poteva essere ottenuto non con l'occasionale osservazione fortuita, ma solo con un'osservazione sistematica e rigorosa, notte dopo notte, e tramite l'uso di strumenti che fossero i più accurati possibili. Fu in grado di migliorare e ampliare gli strumenti esistenti e di crearne di nuovi. Le sue misurazioni a occhio nudo della parallasse planetaria erano accurate al minuto d'arco. Queste misurazioni, dopo la morte di Brahe, divennero possesso di Keplero.
Quando era ancora studente, Brahe perse parte del naso in un duello. Questo avvenne nel 1566, quando, ancora ventenne, stava studiando all'università di Rostock, in Germania. Mentre partecipava a una danza a casa di un professore, ebbe una discussione con un certo Manderup Parsbjerg, un membro della nobiltà danese, su chi avesse maggior talento matematico. Dopo una prima lite, i due decisero di risolvere la questione con un duello che si disputò intorno alle 19 del 29 dicembre 1566 (al buio) e che gli costò il setto nasale. Per il resto della sua vita dovette portare una piastra d'oro (per la verità, quando la tomba di Brahe venne aperta nel 1901 e i suoi resti furono esaminati da medici esperti, la cavità nasale del teschio era bordata di verde, segno di trasformazione del rame e non dell'oro).

### Cassiopea

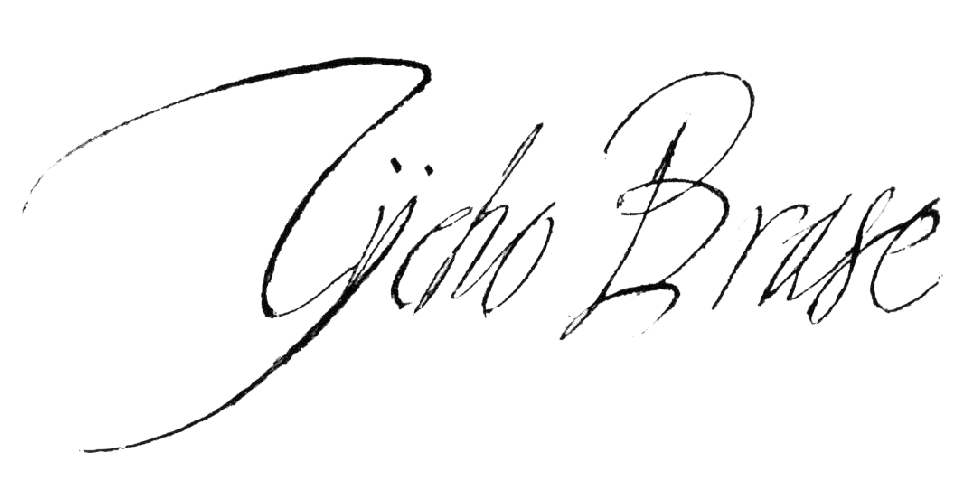
Firma di Tycho Brahe

Nel novembre 1572 Brahe osservò una stella molto luminosa che era improvvisamente apparsa nella costellazione di Cassiopea. Poiché si riteneva fin dall'antichità che il mondo delle stelle fisse fosse eterno e immutabile, alcuni osservatori sostennero che il fenomeno fosse dovuto a qualcosa nell'atmosfera terrestre. Brahe, comunque, osservò che la parallasse non cambiava di notte in notte, suggerendo che l'oggetto fosse molto distante. Brahe argomentò che un oggetto vicino avrebbe dovuto cambiare la sua posizione relativamente allo sfondo. Pubblicò un piccolo libro, De Nova Stella (1573), coniando il termine nova per una "nuova" stella (oggi sappiamo che quella stella era la supernova SN 1572). Questa scoperta fu decisiva nella sua scelta dell'astronomia come professione.
L'osservazione delle comete del 1577 e del 1585 diede conferma a Brahe delle sue ipotesi circa la confutazione dell'immutabilità delle sfere celesti secondo la teoria di Aristotele, universalmente accettata fino ad allora. Le comete non potevano appartenere alla sfera sublunare e, muovendosi nelle regioni eteree, confermavano che i pianeti non fossero infissi nelle sfere solide.

### Eliocentrismo
Keplero cercò, senza riuscirci, di persuadere Brahe ad adottare il modello eliocentrico del sistema solare. Brahe credeva in un modello geocentrico, che prese poi il nome di sistema ticonico (secondo cui il Sole girerebbe attorno alla Terra immobile, e tutti gli altri pianeti girerebbero attorno al Sole), per gli stessi motivi per cui sostenne che la supernova del 1572 non era vicina alla Terra. Egli sostenne che, se la Terra fosse stata in moto, allora le stelle vicine avrebbero dovuto cambiare posizione relativamente alle stelle più lontane. In realtà questo effetto di parallasse esiste; non poteva essere osservato a occhio nudo né con i telescopi dei duecento anni a seguire - ma solo da Friedrich Wilhelm Bessel nel 1838 - perché anche le stelle più vicine sono molto più lontane di quanto gli astronomi dell'epoca ritenessero possibile. Nel modello ticonico la Terra era immobile, al centro di un universo racchiuso dalla sfera delle stelle fisse. La Terra era il centro anche delle orbite della Luna e del Sole che, a sua volta, era il centro delle orbite degli altri cinque pianeti allora conosciuti (Mercurio, Venere, Marte, Giove, Saturno). Pochi epicicli, eccentrici, ma non gli equanti, sono ancora necessari e presuppongono il superamento della realtà delle sfere cristalline.
Il sistema ticonico presentava alcuni vantaggi:
1. forniva riscontri più precisi tra previsioni matematiche e dati osservativi rispetto ai modelli geocentrici tradizionali;
2. escludeva i conflitti con le Scritture, mantenendo la Terra immobile e al centro dell'Universo (visione cosmologica geostatica e geocentrica);
3. risolveva l'apparente contraddizione che caratterizzava il sistema copernicano in relazione alla mancanza dell'effetto di parallasse e al problema delle dimensioni delle stelle[5];
4. confermando sostanzialmente il sistema geocentrico, non aveva bisogno di dare una spiegazione fisica del movimento terrestre[6].

Fu la grande autorità di Brahe che da un lato ritardò l'affermazione del sistema copernicano e dall'altro favorì l'abbandono del sistema tolemaico. La negazione delle realtà delle sfere cristalline ebbe un valore rivoluzionario, esattamente quanto la teoria "eliocentrica" ("eliostatica" sarebbe più esatto) di Copernico.

### Uraniborg, Stjerneborg e Benátky

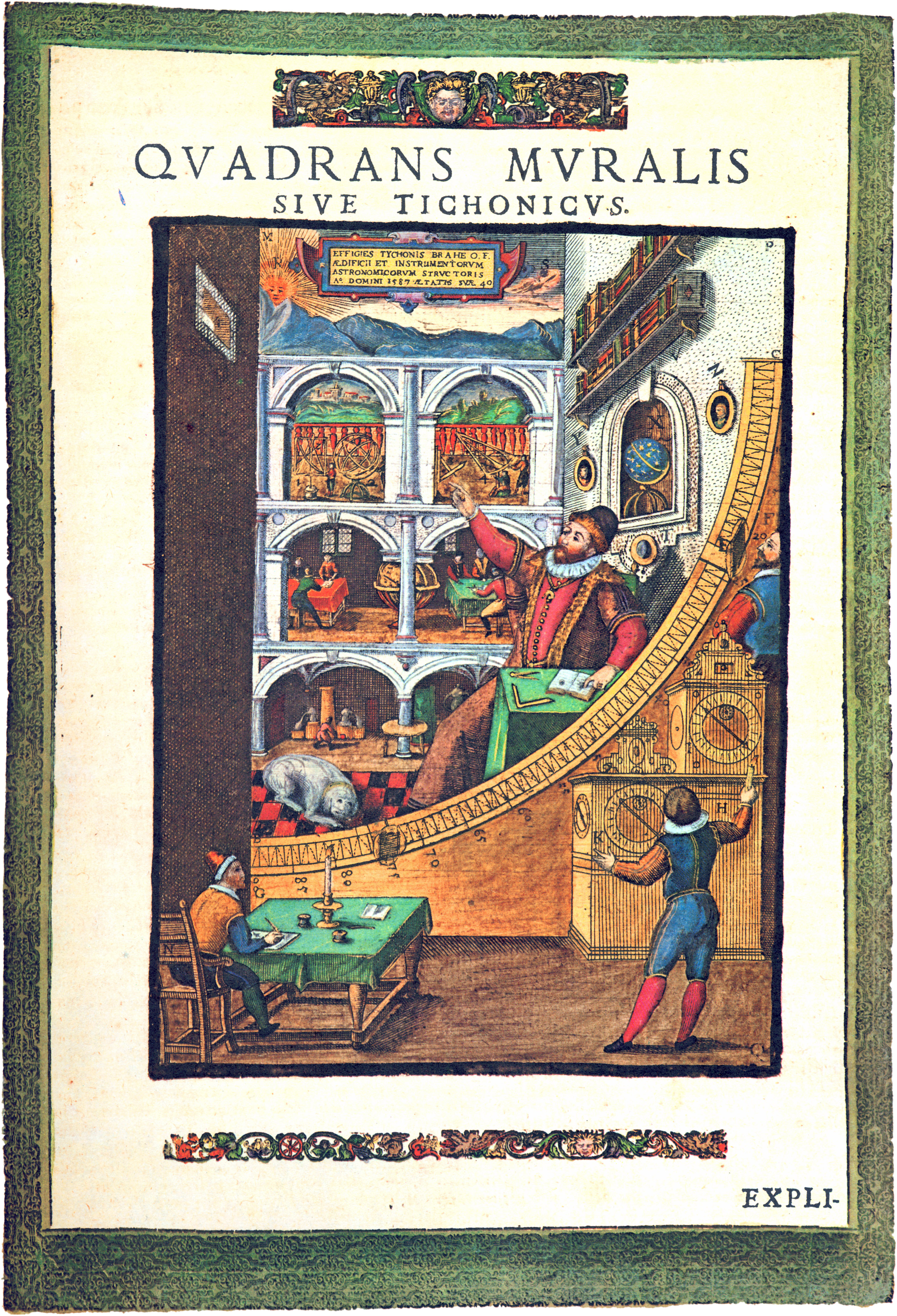
Il Quadrans Muralis, 1598

Il re Federico II, impressionato dalle osservazioni di Brahe del 1572, finanziò la costruzione di due osservatori a Hven: Uraniborg e Stjerneborg, con magnifici strumenti di propria progettazione. Le osservazioni sulla cometa del 1577 gli permisero di confutare l'ipotesi delle sfere celesti solide.
A causa di disaccordi con il nuovo re Cristiano IV di Danimarca, Brahe nel 1598 si spostò a Praga, dove Rodolfo II d'Asburgo, imperatore del Sacro Romano Impero, gli consentì di costruire un nuovo osservatorio (in un castello a Benátky, a 50 km da Praga), nel quale Brahe lavorò fino alla sua morte. A Praga Brahe continuò anche a occuparsi di astrologia, svolgendo in particolare la funzione di astrologo personale dell'imperatore e, dal 1599, volle Keplero accanto a sé come assistente.
Brahe fu uno straordinario osservatore dell'era pre-telescopio: le sue osservazioni delle posizioni stellari e planetarie raggiunsero un'accuratezza impareggiabile per i suoi tempi.
Brahe non era copernicano, ma propose un sistema di compromesso in cui la Terra è immobile al centro, mentre i pianeti girano attorno al Sole, che li trascina a sua volta attorno alla Terra. Le sue accurate osservazioni di Marte permisero a Keplero, nel 1609 e nel 1619, di determinare le leggi fondamentali del moto planetario.
Conscio che una stella osservata vicino all'orizzonte appare a un'altitudine maggiore di quella reale a causa della rifrazione atmosferica, compilò delle tabelle per correggere questa fonte di errore. Brahe fu maestro e amico del costruttore di globi Willem Blaeu, che ornò un suo globo con il ritratto dello scienziato.
Brahe morì il 24 ottobre 1601, undici giorni dopo lo scoppio della vescica durante un banchetto: ritenendo che abbandonare il banchetto prima della conclusione sarebbe stato l'apice delle cattive maniere, preferì rimanere. In seguito a questo incidente non fu più in grado di urinare, se non in quantità molto piccole e con dolori lancinanti.
Alcuni storici hanno anche avanzato l'ipotesi che Tycho possa essere stato ucciso per avvelenamento da parte di Giovanni Keplero al fine di ereditare, come poi in realtà avvenne, i preziosi studi fatti dall'astronomo danese. Infatti, nel 1991, un team di studiosi aveva rintracciato nei peli della sua barba una elevata quantità di mercurio e si decise di riesumare la salma. L'autopsia, eseguita nel 2010, non rilevò però nulla di sospetto e la presenza di mercurio nella barba fu spiegata dal fatto che Tycho utilizzasse, con ogni probabilità, il mercurio per uso medico o alchemico.
Brahe è sepolto nella chiesa di Santa Maria di Týn a Praga.

## Opere
- (LA) [Opere. Carteggi], København, G.E.C. Gad, 1876-1886.

## Diffusione e pubblicazione degli studi di Tycho Brahe
L'osservatorio di Uraniborg fu visitato da astronomi di tutta Europa e contribuì a diffondere una pratica moderna dell'astronomia, molto diversa da quella in uso sin allora per la strumentazione utilizzata e per la metodicità con cui venivano eseguite le osservazioni e processati i dati di misura. Ad esempio solo l'osservazione di numerosi punti lungo l'orbita di Marte rese possibile molti anni dopo la scoperta della sua ellitticità da parte di Keplero.
Tycho intraprese nel 1588 la composizione a stampa e la pubblicazione dei risultati. Nonostante la disponibilità di una stamperia dedicata, la pubblicazione procedette a rilento, anche per la complessità e lunghezza dei calcoli necessari per processare i dati osservativi, e fu completata da Keplero a Praga nel 1602. I due volumi, tuttavia ebbero inizialmente scarsa diffusione e solo nel 1610, quando l'interesse per l'astronomia era stato fomentato dalle prime scoperte di Galileo, l'opera venne ripubblicata a Francoforte con un nuovo frontespizio ma utilizzando anche parte delle stampe di Praga rimaste invendute. Di questa edizione furono fatte  almeno due tirature.

## Riconoscimenti

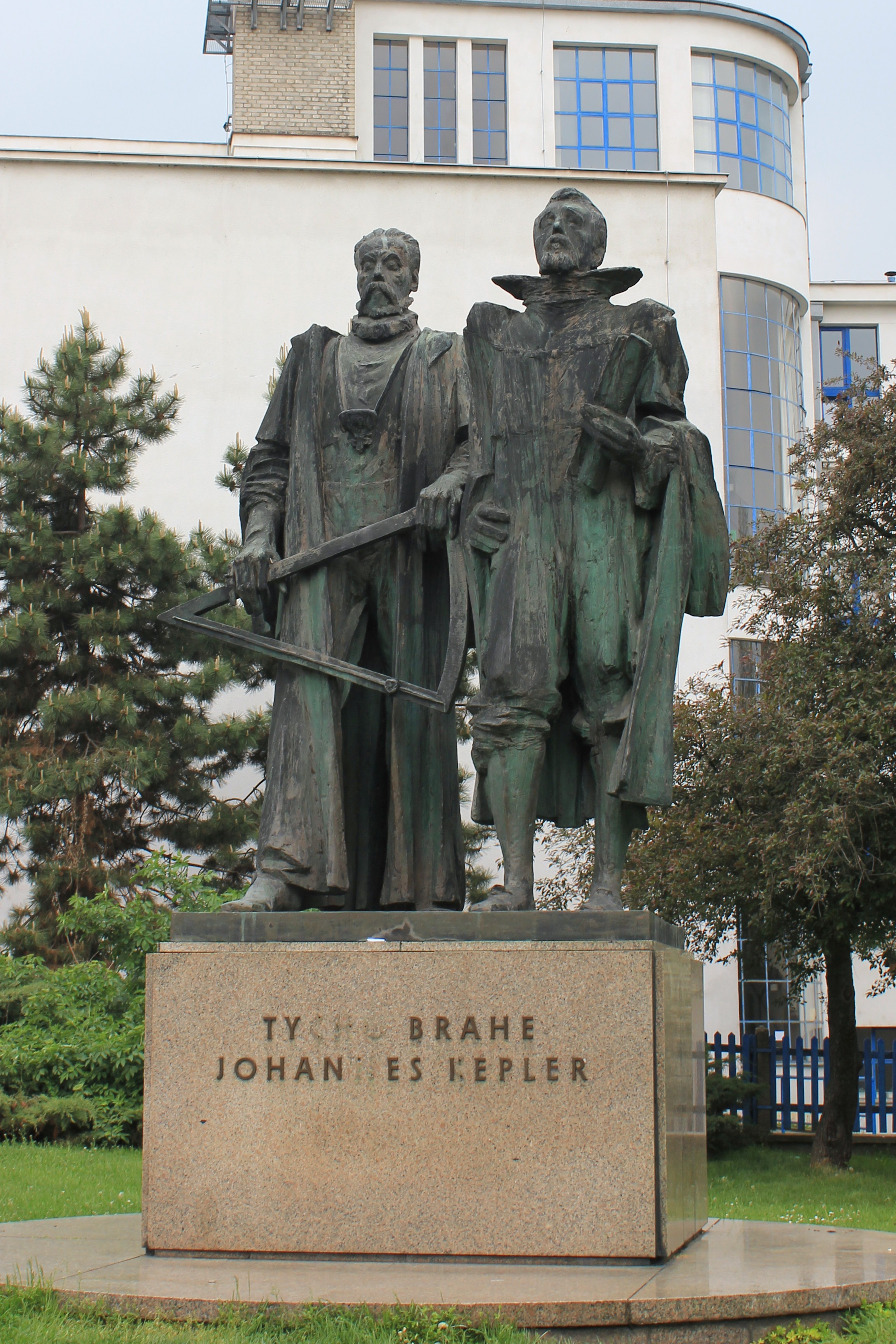
Monumento a Brahe e Keplero, sulla collina di Praga

- Sulla Luna gli è stato dedicato un cratere di 85 km di diametro (Cratere Tycho)
- Un monumento di bronzo dedicato allo scienziato, ritratto insieme a Giovanni Keplero, è stato eretto a Praga, nei pressi del Castello
- Gli è stato dedicato un asteroide, 1677 Tycho Brahe
- A lui è dedicato il genere di palme Brahea[13]